# Rue Jeannot
La rue Jeannot est une voie de la commune de Nancy, située au sein du département de Meurthe-et-Moselle, en région Lorraine.

## Situation et accès
La voie, d'une direction générale nord-sud, est placée au sein de la Ville-neuve, et appartient administrativement au quartier Charles III - Centre Ville.
Partant à son extrémité septentrionale de la rue des Tiercelins, la rue Jeannot donne une intersection aux rues Didion, Lacordaire et des Orphelines, avant aboutir rue des Fabriques, à quelques mètres de la rue Charles III.
La chaussée routière est à sens unique nord-sud sur toute la longueur de la rue Jeannot, un feu tricolore marquant la fin de la voie à l'intersection avec la Rue des Fabriques. La chaussée est bordée du côté impair de la rue par une rangée de places de stationnement.

## Origine du nom
Elle porte le nom de l'avocat nancéien Antoine Jeannot (1796-1839), bienfaiteur de la ville.

## Historique
Après avoir porté le nom de « rue Sainte-Catherine », « rue des Tiercelins » en 1758, « rue de la Gendarmerie » en 1795, « rue Sainte-Catherine » en 1814 et, « rue de l'Ancienne Gendarmerie » en 1830 elle prend sa dénomination actuelle en 1839.

## Bâtiments remarquables et lieux de mémoire
- no 1 : Immeuble, édifice objet d’un classement au titre des monuments historiques depuis 1945[2].
- no 8 : Maison de quartier Saint-Nicolas.